# Leptodrassus hadjissaranti
Leptodrassus hadjissaranti är en spindelart som beskrevs av Maria Chatzaki 2002. Leptodrassus hadjissaranti ingår i släktet Leptodrassus och familjen plattbuksspindlar. Inga underarter finns listade i Catalogue of Life.